# Carlos Gruezo (Fußballspieler, 1975)
Carlos Gruezo, mit vollem Namen Carlos Armando Gruezo Quiñónez (* 18. September 1975 in Rosa Zárate, Provinz Esmeraldas), ist ein ehemaliger ecuadorianischer Fußballspieler und derzeitiger -trainer. Er ist der Vater von Carlos Gruezo jr.

## Karriere

### Verein
Gruezo spielte während seiner Karriere für Barcelona SC Guayaquil, Club Sociedad Deportiva Aucas, CD Espoli, Unión Deportiva Juvenil, CD El Nacional, Deportivo Cuenca, Liga Deportiva Universitaria de Portoviejo und Deportivo Quito. Mit Deportivo Cuenca wurde er 2004 Ecuadorianischer Meister.

### Nationalmannschaft
Mit der U-20-Auswahl Ecuadors erreichte er bei der U-20-Südamerikameisterschaft 1995 den vierten Platz. Beim Fußballturnier der Panamerikanischen Spiele 1995 schied er mit der ecuadorianischen U-23-Nationalmannschaft in der Vorrunde aus. Gruezo war in der Qualifikation für die Olympischen Sommerspiele 1996 für die ecuadorianische Olympiaauswahl im Einsatz. Am 14. Oktober 1998 spielte er für die A-Nationalmannschaft von Ecuador gegen Brasilien.

### Trainer
Nach dem Ende seiner aktiven Laufbahn arbeitete Gruezo als Fußballtrainer. Zunächst wurde er im Jahr 2010 Assistenztrainer bei seinem früheren Klub Barcelona SC Guayaquil, wo er bis 2013 unter verschiedenen Cheftrainern tätig war. Seit 2014 gehört er zum Team von Luis Zubeldía.